# Juan Pablo Cortés Zapata
Juan Pablo Cortés Zapata (18 de diciembre de 2004) es un deportista español que compite en saltos de trampolín. Ganó dos medallas en el Campeonato Europeo de Natación de 2024, oro por equipo mixto y plata en trampolín 3 m sincro.

## Palmarés internacional
| Campeonato Europeo | Campeonato Europeo | Campeonato Europeo | Campeonato Europeo   |
| Año                | Lugar              | Medalla            | Prueba               |
| ------------------ | ------------------ | ------------------ | -------------------- |
| 2024               | Belgrado (Serbia)  | Medalla de oro     | Equipo mixto         |
| 2024               | Belgrado (Serbia)  | Medalla de plata   | Trampolín 3 m sincro |